# Charles H. Judd

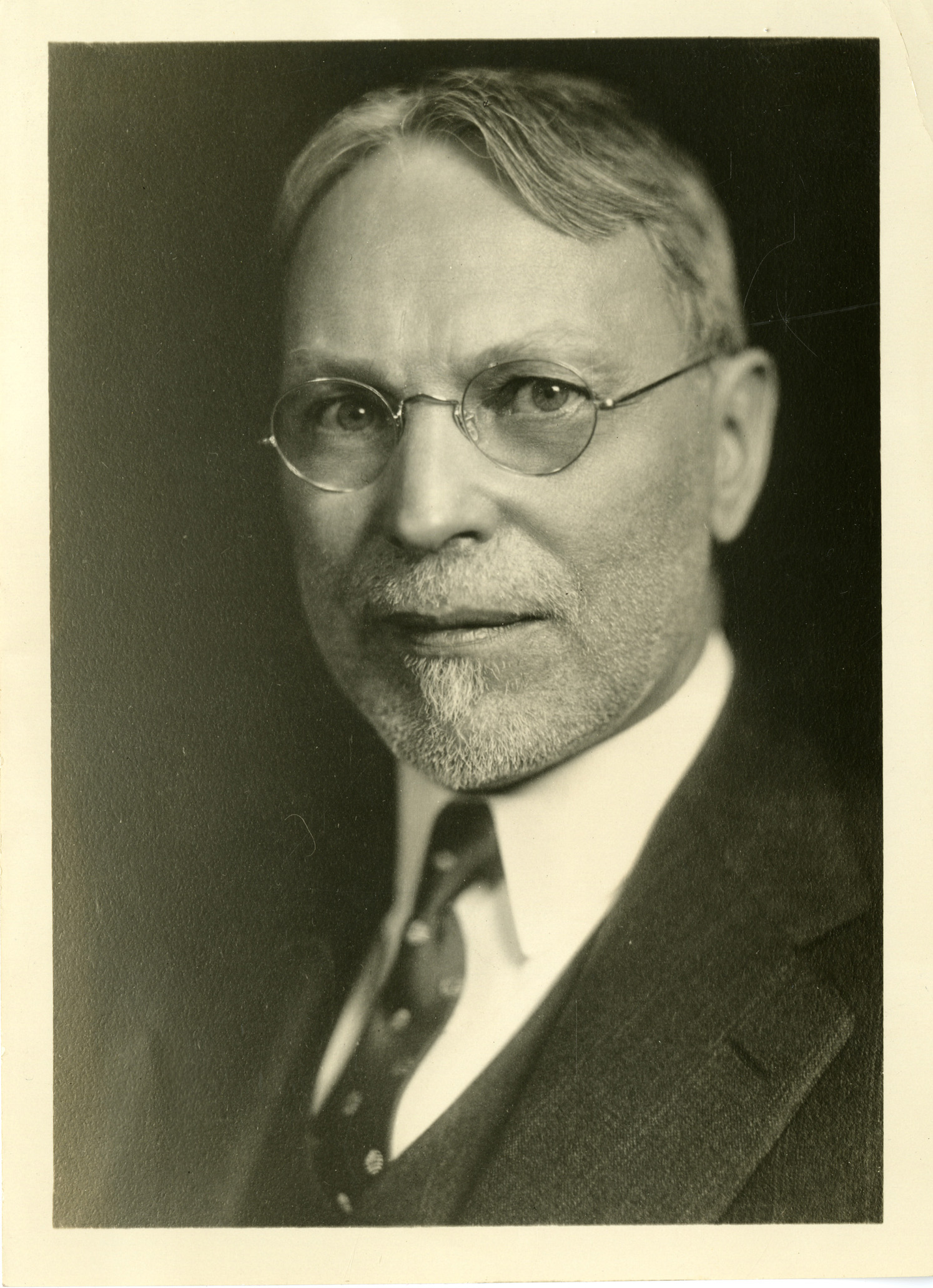
Charles Hubbard Judd (1873–1946)

Charles Hubbard Judd (* 20. Februar 1873 in Bareilly (Indien); † 18. Juli 1946 in Santa Barbara) war ein US-amerikanischer Entwicklungs- und Sozialpsychologe sowie Hochschullehrer. Seine Beiträge schufen die Grundlagen dieser Disziplinen in den USA mit. 1909 war er der Präsident der American Psychological Association.
Seine Eltern waren Missionare in Indien, erst 1879 kam er in die USA. Judd besuchte die Wesleyan University in Connecticut, wo er Andrew Campbell Armstrong hörte. Er promovierte an der Universität Leipzig als zweiter Amerikaner (nach James McKeen Cattell) bei Wilhelm Wundt, dessen Hauptwerk Grundriss der Psychologie er ins Englische übersetzte. Damit trug er die experimentelle Psychologie über den Atlantik. Judd leitete 1907–1909 das psychologische Labor an der Yale University. Von 1909 bis 1938 wirkte er als Direktor des Department of Education an der Universität Chicago.
Berühmte Werke sind Genetic Psychology for Teachers (1903), Psychology of High-School Subjects (1915), Psychology of Social Institutions (1926), Education as Cultivation of the Higher Mental Processes (1936). Darin analysierte er die Entwicklungspsychologie von Schulcurricula. Später erweiterte er seine Forschung auf weitere soziale Gruppen. Judd war ein Gegner von Edward L. Thorndikes Transfertheorie, die er für zu eng an nahezu identische Übertragungen gebunden hielt. Er hielt eine lockere Generalisierung für möglich. Insbesondere kritisierte er die Spekulation über neuronale Verbindungen. Als einer der ersten machte er Experimente zum Lesen, die vor allem sein Schüler Guy Buswell weiterentwickelte. Kern war eine Augenbewegungskamera zur genauen Messung der Aufmerksamkeit.
Auch befasste er sich wie Wundt mit der Völkerpsychologie, die er mit social psychology übersetzte. Das blieb aber eine Episode und stieß in den USA auf wenig Interesse. Jerome Bruner erschloss dies erst in den 1960ern als Kulturpsychologie (cultural psychology).

## Schriften
- Psychology of High-School Subjects. Ginn and Company, 1915
- mit Leon Marshall: Lessons in community and national life. Series B, for the first class of the high school and the upper grades of the elementary school. United States. Bureau of  Education; United States. Food and Drug Administration, 1918
- mit Guy Thomas Buswell: Silent Reading: A Study of the Various Types. No. 23. University of Chicago, 1922, ND 2018 ISBN 978-0265190128
- The Psychology of Social Institutions, 1926
- Education as Cultivation of the Higher Mental Processes,  New York 1936